# Liechtensteins kvindefodboldlandshold
Liechtensteins kvindefodboldlandshold er det nationale fodboldhold for kvinder i Liechtenstein, der administreres af Liechtensteins fodboldforbund. Landsholdets første uofficielle kamp blev spillet i juni 2019, mod den østrigske klub FFC Vorderland i Triesen, Liechtenstein. Landsholdets første officielle kamp er sat til at blive spillet i 2020, mod Gibraltar
Landstræneren er Philipp Riedener.